# Polycyathus andamanensis
Polycyathus andamanensis är en korallart som beskrevs av Alcock 1893. Polycyathus andamanensis ingår i släktet Polycyathus och familjen Caryophylliidae.
Artens utbredningsområde är Indiska oceanen. Inga underarter finns listade i Catalogue of Life.